# Sồi bần
Sồi bần (tiếng Anh: cork oaks) có tên khoa học là Quercus suber,  là một loài thực vật có hoa trong họ Cử. Loài này được Carl von Linné miêu tả khoa học đầu tiên năm 1753.

## Hình ảnh

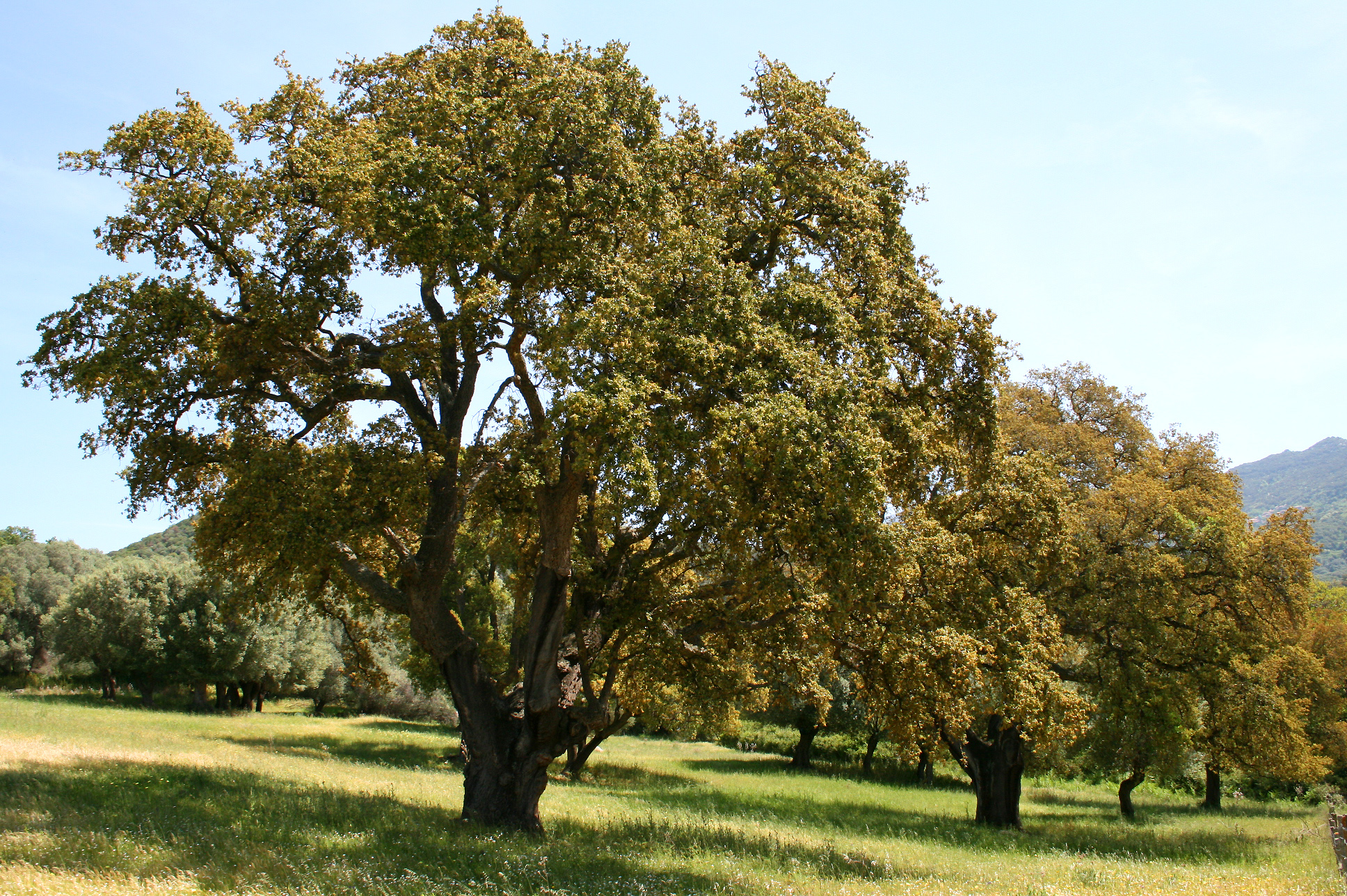
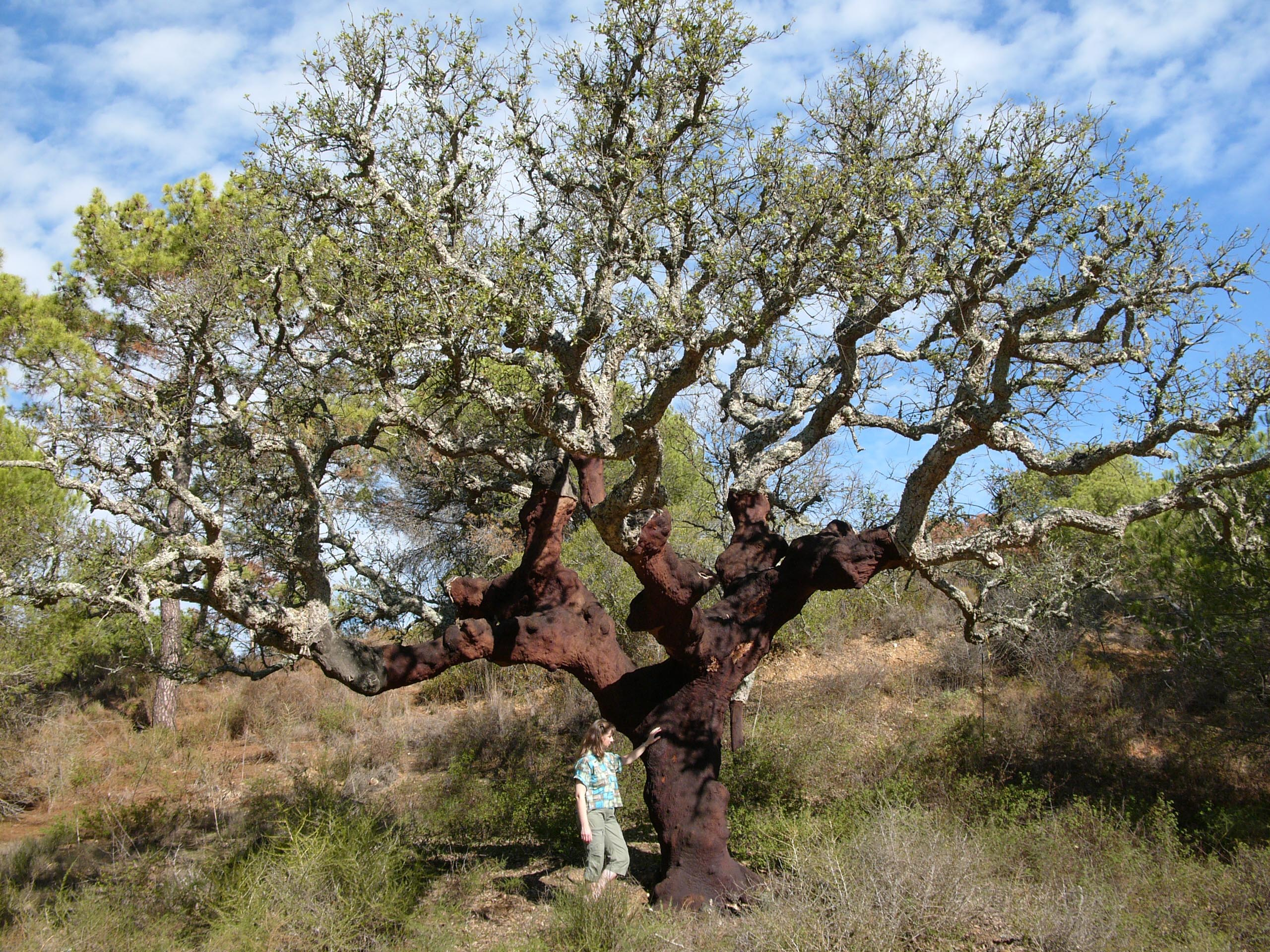
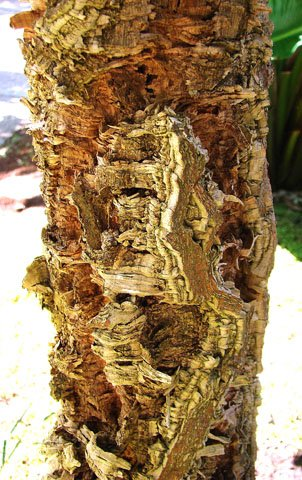
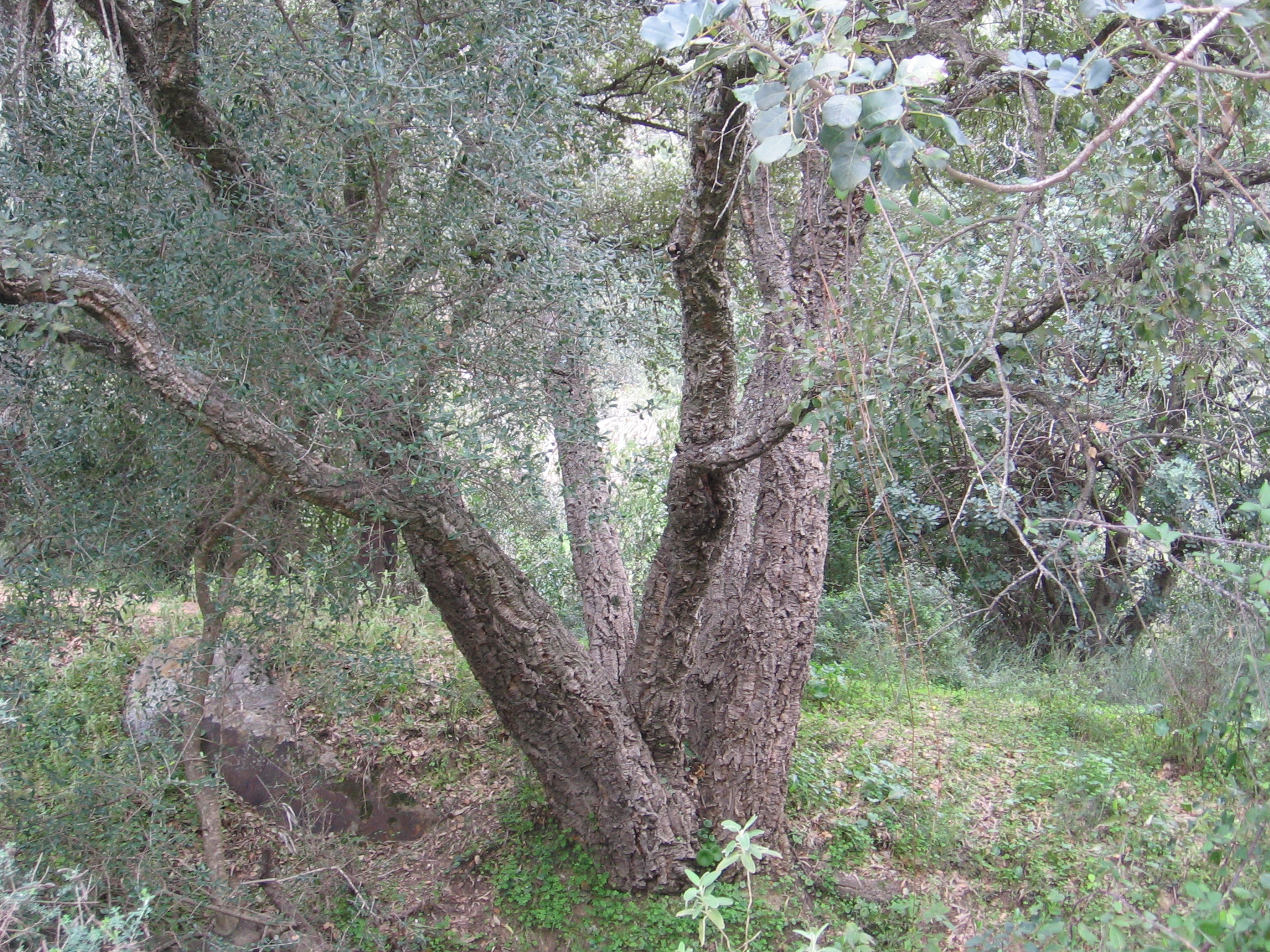
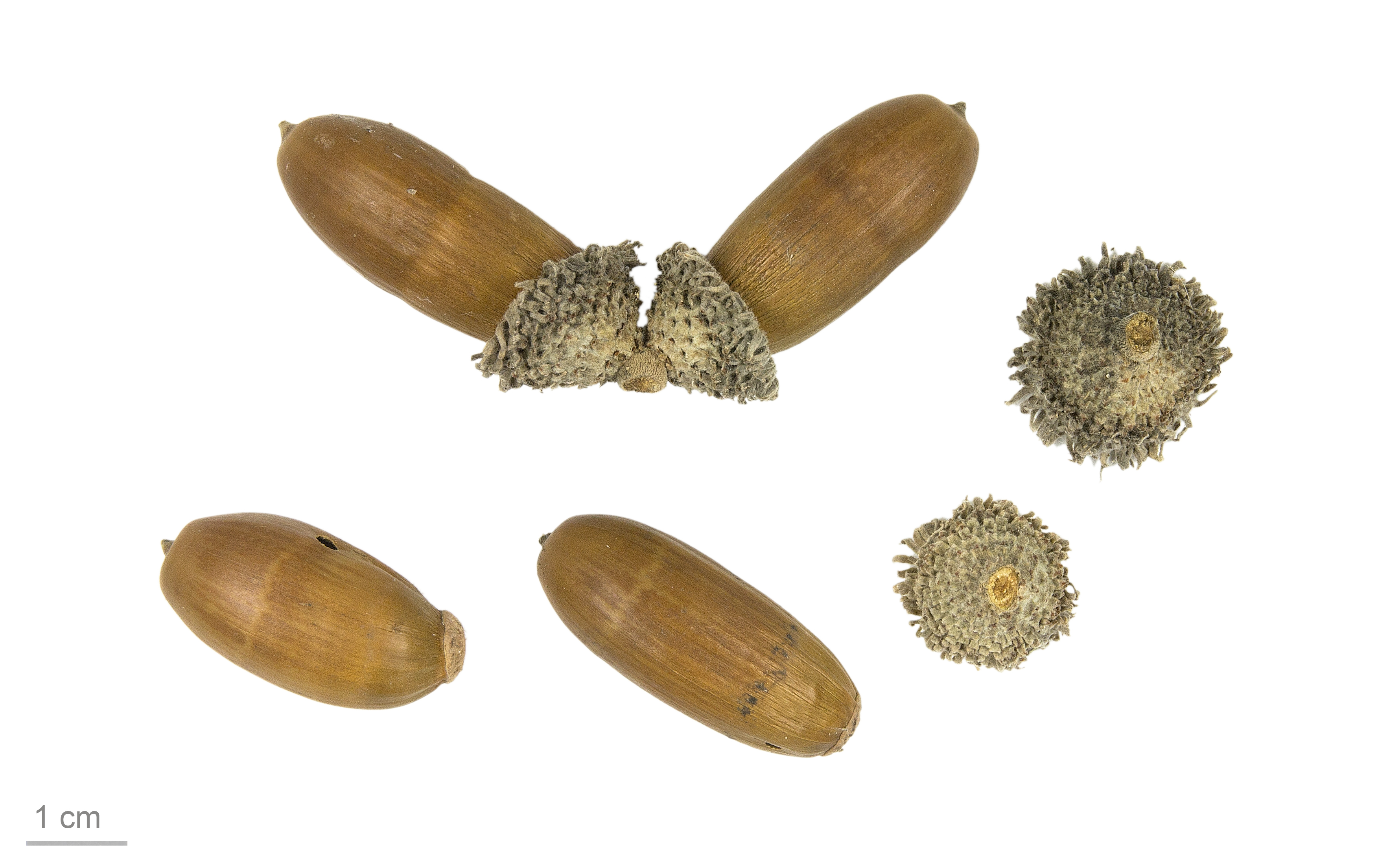
Quercus suber